# Vallée de Taishaku
 (juin 2023).

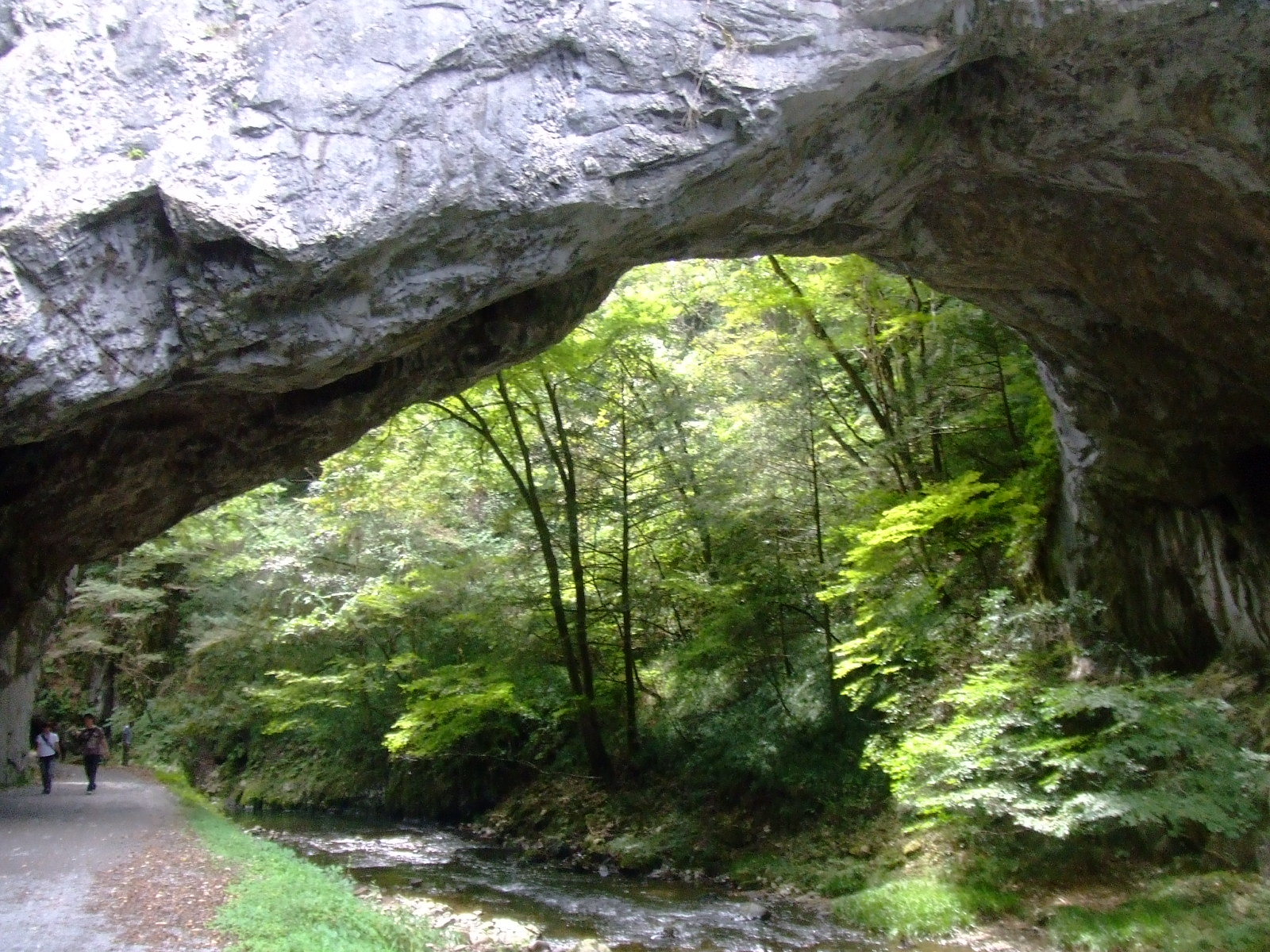

La vallée de Taishaku (帝釈峡, Taishaku-kyō) est une ravine de 18 km de long, parallèle à la rivière Taishaku, un des affluents de la rivière Takahashi à Shōbara et Jinsekikōgen dans la préfecture de Hiroshima au Japon.
Réputée pour ses changements de couleur des feuilles en automne, la vallée fait partie du parc quasi national de Hiba-Dogo-Taishaku.

## Galerie d'images

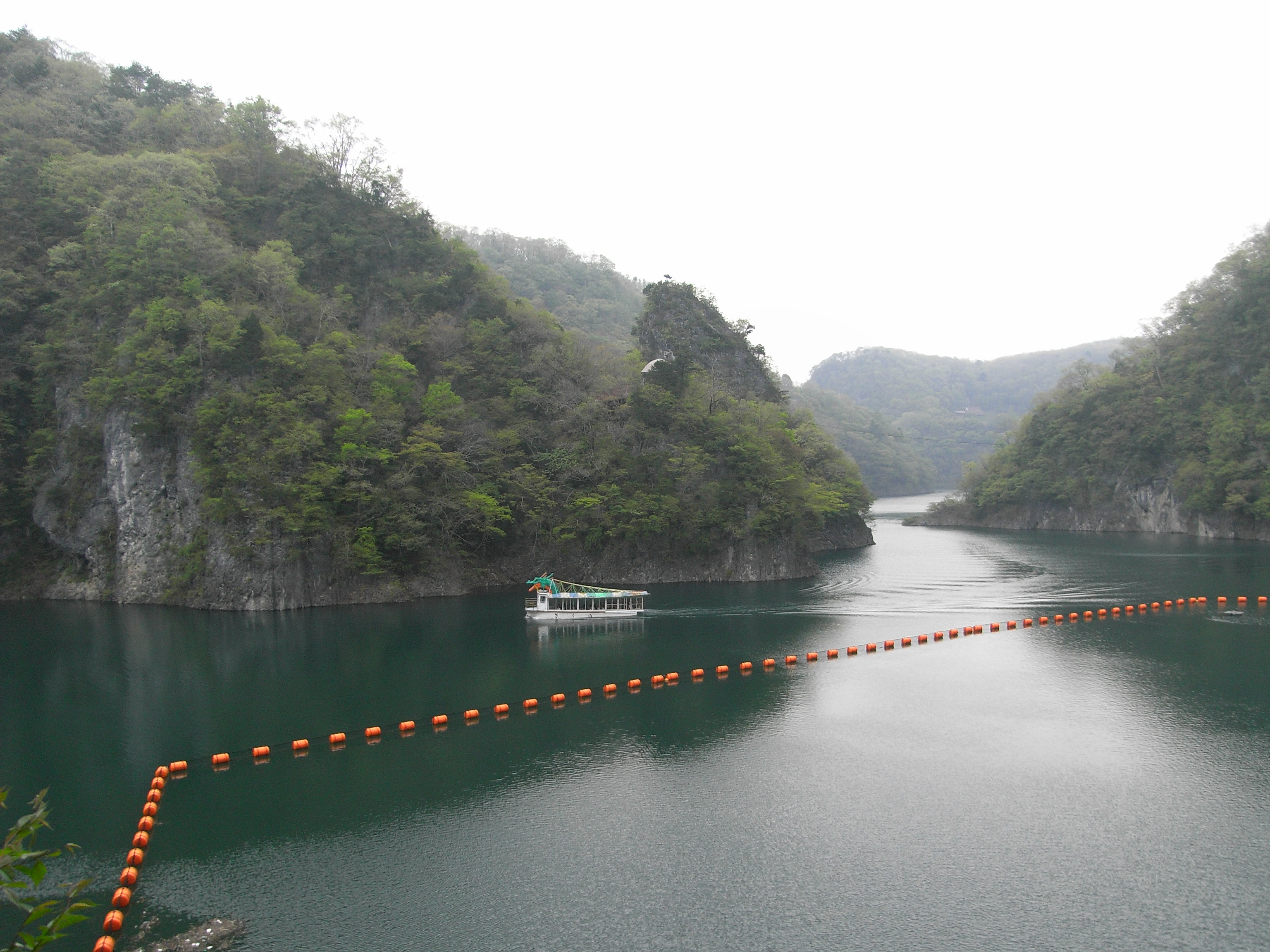
Lac Shuiryuko.
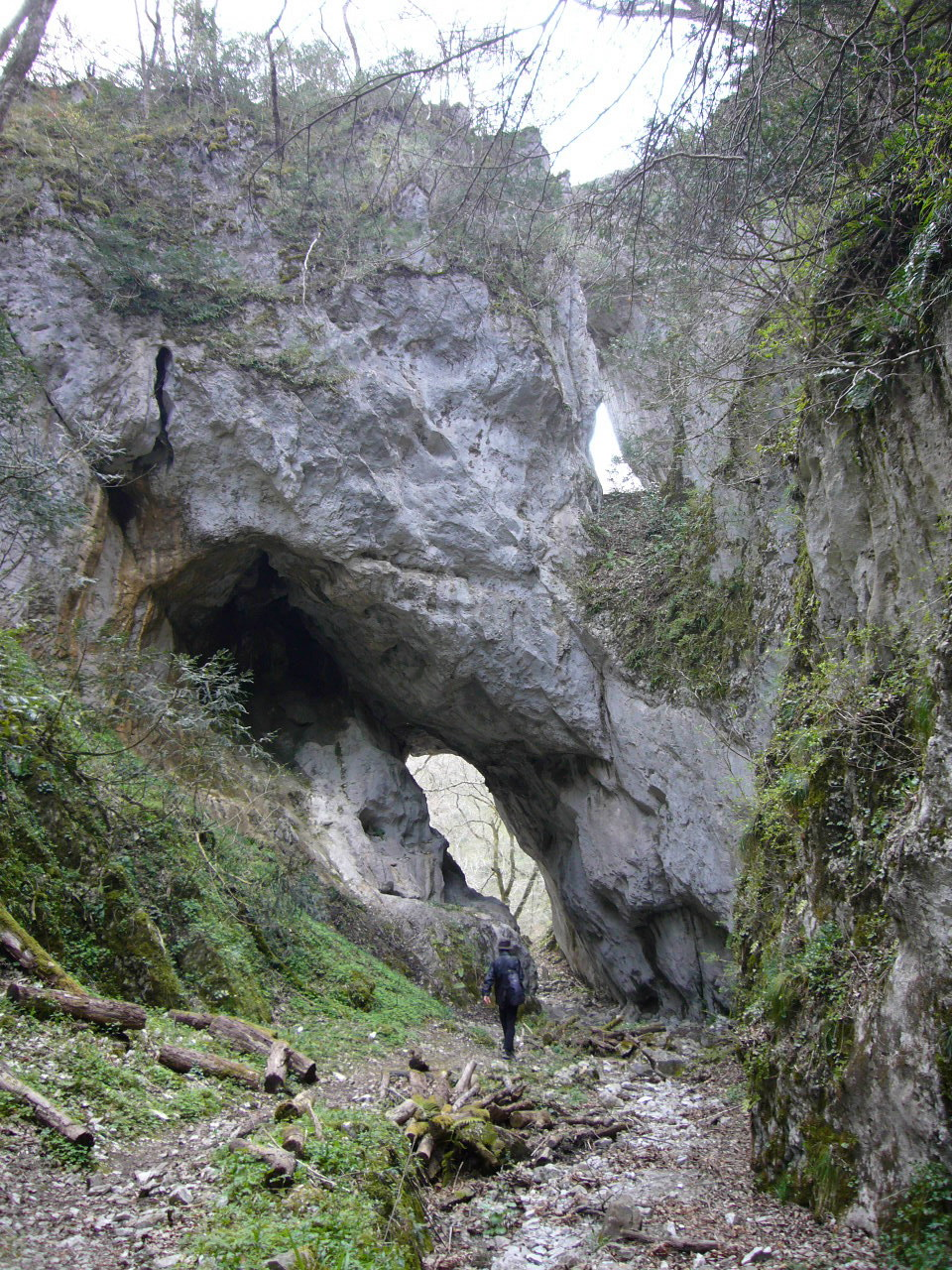
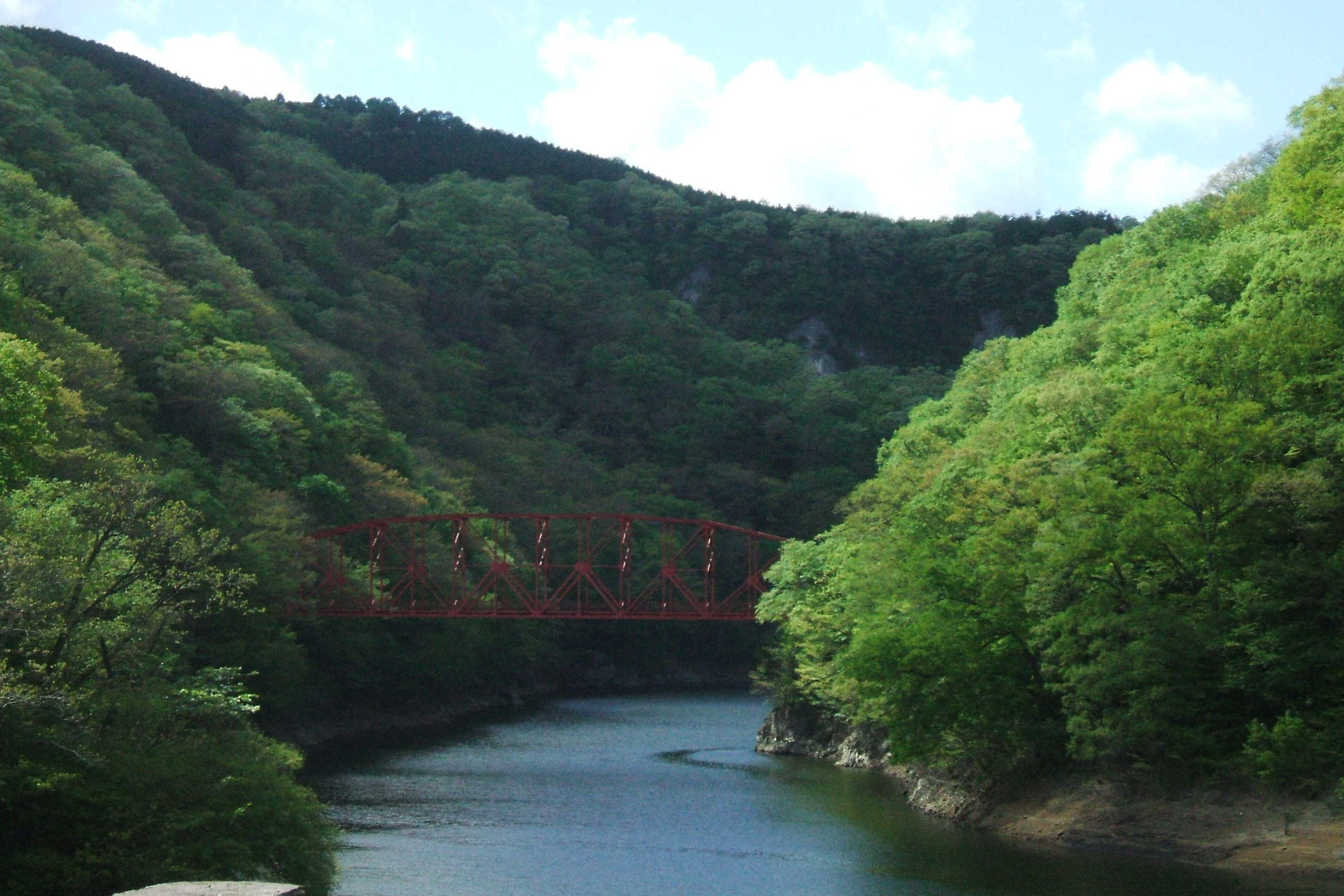
Pont de Shinryu.